# Seestraße 12 (Stralsund)

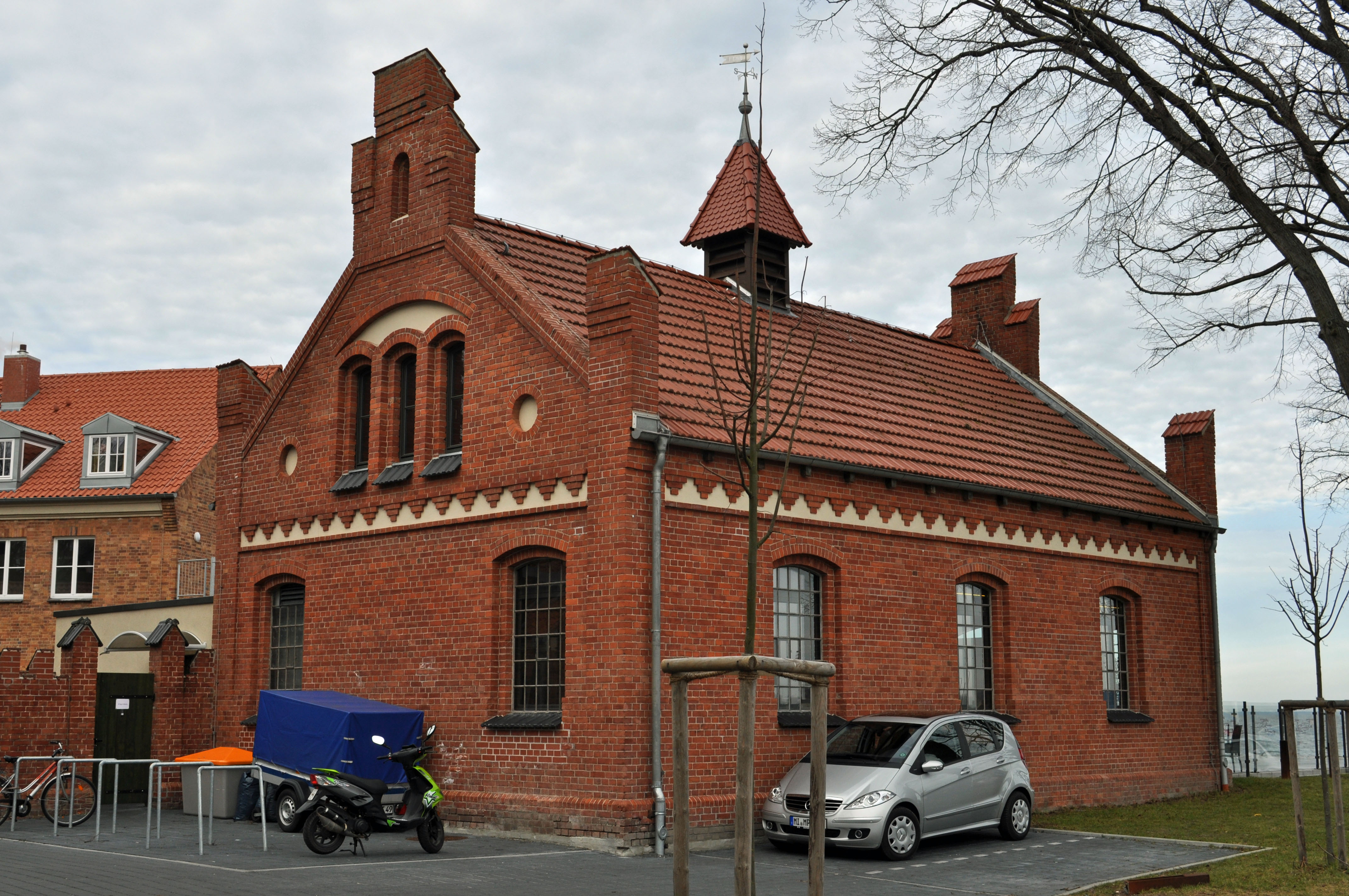
Das Haus Seestraße 12 in Stralsund (2012)

Das Haus mit der postalischen Adresse Seestraße 12 ist ein denkmalgeschütztes Gebäude in der Hansestadt Stralsund in der Seestraße.
Das zweigeschossige Gebäude aus rotem Backstein wurde im Jahr 1900 am Ufer des Strelasunds gebaut. Die Fassade weist Segmentbogenfenster auf und einen umlaufenden Zierfries. An den Schmalseiten sind Giebel mit pfeilerartigen Aufbauten zu sehen.
Es wurde bis ins Jahr 1963 als Klärwerk genutzt. Im Jahr 1980 wurde es im Inneren ausgebaut und von da an als Reparaturbasis für sowjetische Tragflügelboote genutzt. Zusammen mit dem benachbarten Haus Seestraße 10 dient es seit einem Umbau als Hotel.
Das Haus liegt im Kerngebiet des von der UNESCO als Weltkulturerbe anerkannten Stadtgebietes des Kulturgutes „Historische Altstädte Stralsund und Wismar“. In die Liste der Baudenkmale in Stralsund ist es mit der Nummer 704 eingetragen.